# 沈南乔
沈南乔，原名龚煜，苗族，湖南怀化人，湖南省作家协会会员，现居地北京，著名小说有《陪你到时光尽头》等。

## 作品
- 《我只害怕我爱你》
- 《陪你到时光尽头》
- 《我有多爱你，时光它知道》
- 《向日葵小姐》